# Paolo Savelli
Paolo Savelli (Ariccia, 18 de novembro de 1622 - Roma, 11 de setembro de 1685) foi um cardeal do século XVIII

## Biografia
Nasceu em Ariccia em 18 de novembro de 1622. Filho de Bernardino Savelli e Maria Felice Damasceni Peretti, da família do Papa Sisto V (1585-1590). Os membros desta antiga e distinta família incluíam o Papa Honório IV (1285-1287); e os cardeais Bertrando Savelli (1216); Giovanni Battista Savelli (1480); Giacomo Savelli (1539); e Silvio Savelli (1596). Sobrinho-neto do cardeal Giulio Savelli (1615); sobrinho do cardeal Fabrizio Savelli (1647) e, por parte de mãe, do cardeal Francesco Peretti di Montalto (1641). Ele também está listado como Paolo Francesco.
Recebeu sua educação inicial em Ariccia. (Não foram encontradas mais informações).
Desde muito jovem demonstrou sua inclinação para o estado eclesiástico. Abade commendatario de Chiaravalle, Milão. Clérigo da Câmara Apostólica.
Criado cardeal diácono no consistório de 14 de janeiro de 1664; recebeu o gorro vermelho e a diaconia de S. Maria della Scala, 11 de fevereiro de 1664. Legado em Romandiola, 1664-1667. Participou do conclave de 1667, que elegeu o Papa Clemente IX. Optou pela diaconia de S. Giorgio em Velabro, 14 de janeiro de 1669. Participou do conclave de 1669-1670 que elegeu o Papa Clemente X. Optou pela diaconia de S. Nicola em Carcere, a 14 de maio de 1670. Participou do conclave de 1676, que elegeu o Papa Inocêncio XI. Optou novamente pela diaconia de S. Giorgio em Velabro, 23 de maio de 1678. Arquimandrita commendatariode S. Salvatore de Messina de 1682 até sua morte. Optou pela diaconia de S. Maria in Cosmedin, a 15 de novembro de 1683.
Morreu em Roma em 11 de setembro de 1685, perto da 1h. Exposto na igreja de S. Maria em Aracoeli, Roma, e enterrado em 14 de setembro de 1685, na capela de sua família naquela igreja. Ele deixou suas posses para seu irmão Giulio, incluindo a vila romana de Termini e suas coleções de arte.